# Alex Frame
Pour les articles homonymes, voir Frame.
Alex Frame, né le 18 juin 1993 à Christchurch, est un coureur cycliste néo-zélandais. Spécialiste de la piste, il devient champion du monde de poursuite par équipes en 2015.

## Biographie
Alex Frame naît le 18 juin 1993 à Christchurch en Nouvelle-Zélande.
Membre de Thüringer Energie en 2013, il est recruté en 2014 par l'équipe Giant-Shimano Development. En 2016, il signe avec l'équipe continentale JLT Condor. En 2018, il rejoint le World Tour au sein de la formation Trek-Segafredo. Il n'est pas conservé à l'issue de la saison 2019 et se retrouve sans équipe.

## Palmarès sur piste

### Championnats du monde
- Melbourne 2012
  - 4e du scratch
  - 22e du kilomètre
- Saint-Quentin-en-Yvelines 2015
  -  Champion du monde de poursuite par équipes (avec Pieter Bulling, Dylan Kennett, Regan Gough et Marc Ryan)
- Londres 2016
  - 21e du scratch

### Championnats du monde juniors
- Moscou 2011[2]
  -  Médaillé d'argent de l'américaine juniors
  -  Médaillé de bronze de la poursuite par équipes juniors
  -  Médaillé de bronze de la course aux points juniors

### Coupe du monde
- 2015-2016 
  - 2e de la poursuite par équipes à Cambridge

### Championnats nationaux
- 2015
  -  Champion de Nouvelle-Zélande de scratch
  - 2e du championnat de Nouvelle-Zélande de poursuite
- 2016
  -  Champion de Nouvelle-Zélande de scratch

## Palmarès sur route

### Par années
| - 2011 - 3eb étape de l'Étoile des Ardennes flamandes - 2013 - 3e du championnat de Nouvelle-Zélande sur route espoirs - 2015 - 3e étape du Tour de Southland - 2016 - 3e étape des Calder Stewart Series - 2e et 11e étapes du Tour du lac Poyang - 7e étape du Tour de Southland - 2e du championnat de Nouvelle-Zélande du critérium | - 2017 - 3e et 5e étapes de la New Zealand Cycle Classic - Prologue et 3e étape de l'Istrian Spring Trophy - 2e étape du Tour du Loir-et-Cher - 3e de l'Umag Trophy |

### Classements mondiaux
| Année            | 2013 | 2014 | 2015 | 2016 | 2017 |
| ---------------- | ---- | ---- | ---- | ---- | ---- |
| UCI Europe Tour  | 869e | 837e | 704e |      | 593e |
| UCI Oceania Tour | 38e  |      |      | 74e  | 44e  |